# Nallar på äventyr
Nallar på äventyr (engelska: The Bears and the Bees) är en amerikansk animerad kortfilm från 1932. Filmen ingår i Silly Symphonies-serien.

## Handling
När två små björnungar bråkar med varandra på skämt kommer en stor och elak björn och skrämmer bort dem. Björnungarna hittar sedan en bikupa och vill smaka på honungen. Den elaka björnen vill också smaka, men blir istället bortjagad av bina och det blir björnungarna som får smaka på honungen.

## Om filmen
Filmen, som hade urpremiär 1932, visades inte i New York förrän 1934, då biografen som skulle ha visat filmen gick i konkurs.

## Rollista (i urval)
- Pinto Colvig – björnarna
- Purv Pullen – bin[5]